# Волиця (Опольський повіт)
Волиця (пол. Wolica) — село в Польщі, у гміні Карчміська Опольського повіту Люблінського воєводства.
Населення — 421 особа (2011).
У 1975-1998 роках село належало до Люблінського воєводства.

## Демографія
Демографічна структура станом на 31 березня 2011 року:
|          | Загалом | Допрацездатний вік | Працездатний вік | Постпрацездатний вік |
| -------- | ------- | ------------------ | ---------------- | -------------------- |
| Чоловіки | 218     | 54                 | 142              | 22                   |
| Жінки    | 203     | 38                 | 113              | 52                   |
| Разом    | 421     | 92                 | 255              | 74                   |